# Assemblage 23
Assemblage 23 è un progetto musicale, creato da Tom Shear, che compone la musica e i testi. La musica è caratterizzata da liriche molto intimiste e malinconiche, e, su un lato strettamente musicale, vede l'influenza di generi come il futurepop, l'EBM, la trance e il synth pop.

## Storia

### Gli inizi
Prima di iniziare con il progetto Assemblage 23 (chiamato anche A23), Tom Shear fa esperimenti musicali sotto il nome di Man on a Stage, iniziando nei primi anni ottanta. 
La musica di Assemblage 23 nasce ufficialmente nel 1988, dopo che Shear ascolta Industrial dance suonata in un DJset per l'apertura di un concerto dei Depeche Mode. Lo stile di questo genere impressiona profondamente Shear: lui crede di aver trovato finalmente il genere di suono che lui cerca per la sua musica. In questo modo, Il progetto diventa qualcosa di più di un hobby, e nel 1998 prende il nome di Assemblage 23.

### I primi album
Shear firma un accordo nel 1999 con la label canadese Gashed! per un album. Il secondo cd, Failure, esce nel marzo 2001, che in nord America esce sempre per la Gashed! e in Europa per la Accession Records. Il singolo dopo Failure, Disappoint, esce per la Accession nell'ottobre 2001.
Dopo la fine della collaborazione con la Gashed! Records, successiva all'uscita di Failure, Shear firma un contratto, con la Metropolis Records, che ristampa Contempt e Failure a novembre. Viene stampato anche un remix, Addendum, ma esce esclusivamente per la Accession. In questo momento, la fama degli A23 è abbastanza consolidata all'interno del genere EBM. Il terzo album, Defiance, esce nell'ottobre 2002, per la Metropolis e per la Accession, preceduto dal singolo Document del settembre dello stesso anno.
Gli A23 realizzano un quarto album, Storm, nell'ottobre 2004, a cui fanno da apripista i singoli Let the Wind Erase Me, uscito ad agosto, e Ground, a Novembre.

### Dal 2007
Nel marzo 2007, A23 realizza un nuovo singolo Binary, che debutta alla ventunesima posizione della classifica Billboard dei singoli statunitensi. Al singolo seguirà l'album Meta nell'aprile 2007. Sempre nello stesso anno uscirà Early Rare & Unreleased, che contiene 14 canzoni degli Assemblage 23 composte tra il 1988 e il 1998. Due anni dopo, ci sarà il secondo capitolo dei vecchi pezzi (Early Rare & Unreleased Volume 2)
Nel 2009, esce il singolo Spark, a cui segue il sesto album studio, Compass.
Nel 2012 pubblica il nuovo album, Bruise.

## Discografia

### Album in studio
- 1999 - Contempt
- 2001 - Failure
- 2002 - Defiance
- 2004 - Storm
- 2007 - Meta
- 2007 - Early, Rare, & Unreleased
- 2009 - Compass
- 2012 - Bruise

### Remix
- 2001 - Addendum